# Distretto di Babaeski
Il distretto di Babaeski è uno dei distretti della provincia di Kırklareli, in Turchia.